# Мелихівське газоконденсатне родовище
Мелихівське газоконденсатне родовище — належить до Машівсько-Шебелинського газоносного району Східного нафтогазоносного регіону України.

## Опис
Розташоване в Харківській області на відстані 25 км від смт Нова Водолага.
Знаходиться в південно-східній частині приосьової зони Дніпровсько-Донецької западини в межах Хрестищенсько-Єфремівського валу.
Структура виявлена в 1964 р. і являє собою у верхньокам'яновугільних відкладах брахіантикліналь субширотного простягання з широким склепінням та крутими крилами. Розміри підняття по ізогіпсі -3700 м 6,2х4,2 м, амплітуда 450 м. Перший промисловий приплив газу отримано з відкладів асельського ярусу пермі з інт. 2640—2648 м у 1967 р.
Поклади пластові або масивно-пластові, склепінчасті, тектонічно екрановані та літологічно обмежені. Режим покладів газовий.
Експлуатується з 1973 р. Запаси початкові видобувні категорій А+В+С1: газу — 60852 млн. м³; конденсату — 2222 тис. т.